# Dschabal Umm ad-Dami
Der Dschabal Umm ad-Dami (arabisch جبل أم الدامي, DMG Ǧabal Umm ad-Dāmī; auch Jabal Umm ad-Dami) ist mit 1854 Metern der höchste Berg Jordaniens. Er befindet sich im Ostjordanischen Bergland nahe der Grenze zu Saudi-Arabien. Lange Zeit galt der Dschabal Ram mit einer Höhe von 1754 Metern als die höchste Erhebung des Landes, der Dschabal Umm ad-Dami ist jedoch 100 Meter höher.